# Mugilla
Mugilla (en llatí: Mugilla) va ser una antiga ciutat del Latium, esmentada només per Dionís d'Halicarnàs, que esmenta als mugillani (Μογιλαίνους) entre els pobles conquerits per Coriolà, al front de l'exèrcit volsc. Parla dels albietes, també desconeguts, i dels ciutadans de Pollusca i Corioli, i se suposa que Mugilla probablement era no gaire lluny d'aquestes ciutats. El nom no apareix ni tan sols a la llista de Plini el Vell de ciutats desaparegudes del Latium. Sembla que el cognomen de Mugillanus que portava una branca patrícia de la gens Papíria, provenia d'aquesta ciutat.